# کوین دیکنسن
کوین دیکنسن (انگلیسی: Kevin Dickenson؛ زادهٔ ۲۴ نوامبر ۱۹۶۲) بازیکن فوتبال اهل بریتانیا است.
از باشگاه‌هایی که در آن بازی کرده‌است می‌توان به باشگاه فوتبال چارلتون اتلتیک، باشگاه فوتبال تاتنهام هاتسپر، و باشگاه فوتبال لیتون اورینت اشاره کرد.